# Sint-Floriaankerk (Burhafe)
De Sint-Floriaankerk (Duits: St.-Florian-Kirche) is een luthers kerkgebouw in Burhafe, een dorp in het Landkreis Wittmund in de Duitse deelstaat Nedersaksen. 

## Geschiedenis
Al in de 11e eeuw bestond er reeds een houten godshuis in Burhafe, dat in de 12e eeuw door een tufstenen gebouw op de verhoogde warft vervangen werd. Hiervan werden de resten gebruikt als fundament voor een in de 13e eeuw gebouwde kerk van bakstenen met drie gewelven. Toen deze kerk in het begin van de 19e eeuw dreigde in te storten, volgde de nieuwbouw van de huidige classicistische zaalkerk. De vrijstaande klokkentoren met de lutherse zwaan als windvaan werd waarschijnlijk in de 15e eeuw gebouwd.

## Interieur

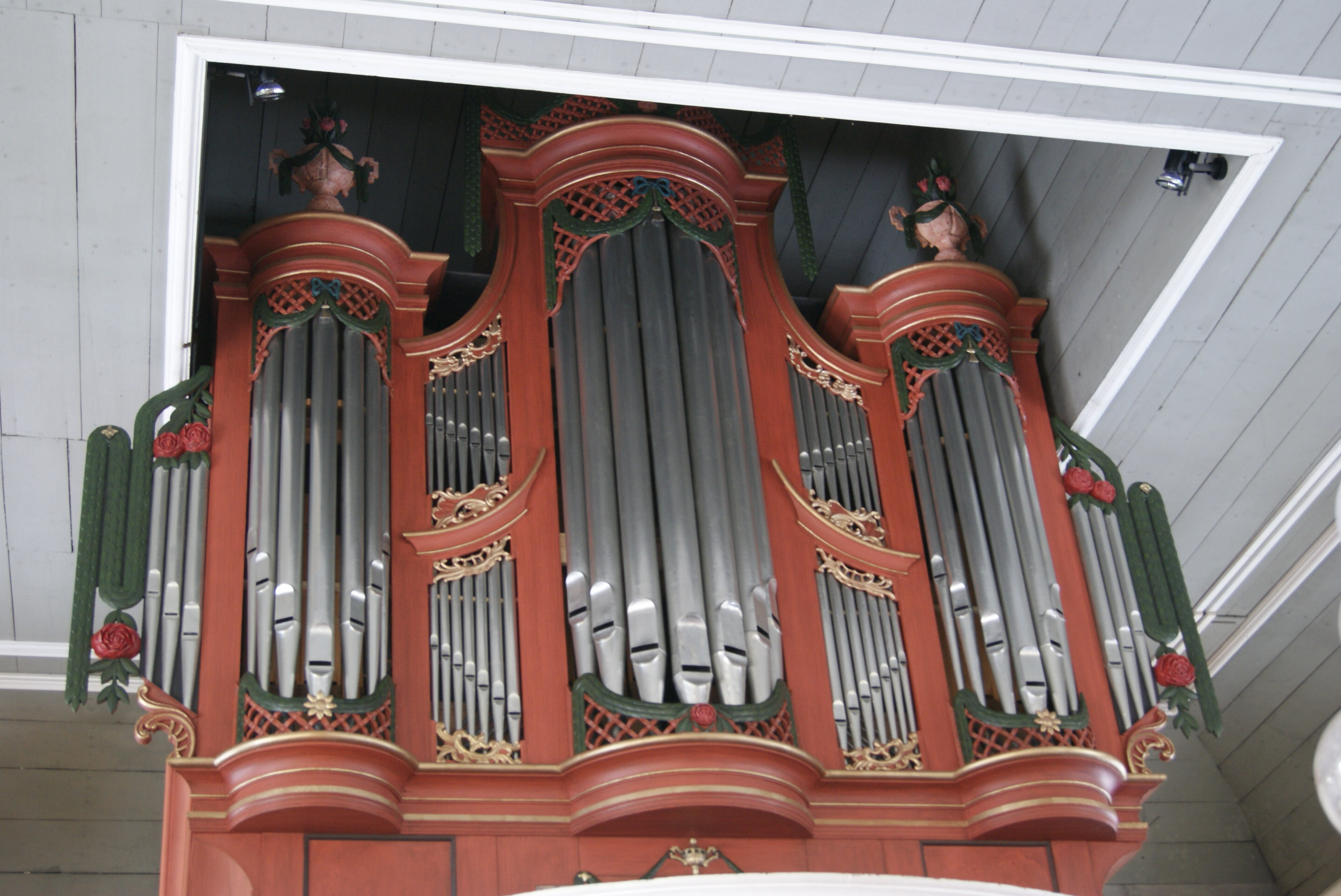
Orgel

Het interieur wordt door een houten zoldering afgesloten. Het kerkmeubilair stamt gedeeltelijk uit de in de 19e eeuw afgebroken voorganger. In de Floriaankerk staat een barok houten doopvont uit 1657 en een altaaropzet uit 1744. 
De Oost-Friese orgelbouwer Johann Gottfried Rohlfs bouwde in 1794 zijn eerste orgel in de Floriaankerk met tien registers verdeeld over één manuaal en aangehangen pedaal. In de jaren 1904-1905 werd het instrument ingrijpend gewijzigd door Johann Martin Schmid, waarbij enige registers van Rohlfs' orgel werden overgenomen. Van 2008 tot 2009 volgde een grondige restauratie waarbij het orgel grotendeels naar de oorspronkelijke staat werd teruggebracht. 